# 马陵山遗址
马陵山遗址，位于山东省临沂市郯城县泉源乡、郯城镇、高峰头镇、红花乡，是中华人民共和国山东省文物保护单位之一。
2006年12月7日，授予山东省文物保护单位，是一座古遗址。